# Pieczonki (przystanek kolejowy)
Pieczonki – zlikwidowany przystanek osobowy w Pieczonkach na linii kolejowej Giżycko – Kruklanki, w powiecie giżyckim, w województwie warmińsko-mazurskim, w Polsce.